# 潘克瓦
潘克瓦（西班牙語：Panqueba）是哥倫比亞的城鎮，位於該國東北部，由博亞卡省負責管轄，距離首府通哈236公里，始建於1625年，面積42平方公里，海拔高度2,343米，2005年人口1,781。
6°26′N 72°28′W / 6.433°N 72.467°W